# 自然状態
自然状態（しぜんじょうたい、英: state of nature）とは、政治哲学上の用語としては、政治体を構成する以前の人間たちがどういう状態にあるのかを、仮想的に表現したもの。逆に政治体を構成している人間達は「社会状態」に入ったなどと言われる。以下は政治哲学におけるものに絞った解説である。

## 自然状態と社会契約説
（目の前の）社会状態・社会規範と対比させるために、本来的な自然状態を持ち出すという発想は、洋の東西を問わず、古代からある発想であり、例えば古代中国であれば、（孔子の「礼儀 (作為)」に対する）老子の「無為自然」が知られている。
西洋では、古代ギリシャにおいて、自然（ピュシス）と社会法習（ノモス）を対比させる議論が流行し、それによって社会規範や慣習の不自然さ・欺瞞性が主張されたり、「弱肉強食」「強者の論理」「優秀者（有能者）支配」を正当化する主張がなされたりもした。プラトンも、『ゴルギアス』におけるカリクレス、『国家』第1巻におけるトラシュマコス、『法律』第1巻におけるクレイニアス等を通して、そうした議論・主張に言及しつつ、それに対して反論 (再解釈/再構築/置換/修正) する形で、「あるべき理知的かつ神的な、善なる自然の法（自然法・善のイデア）を見極め、国民を善導していける（真の意味での）優秀者/有能者（哲学者兼実務者、哲人王・夜の会議）による国家統治」を説いている。
またプラトンは、『国家』第2巻 (11章-14章) における「最小限国家と贅沢国家」の議論、『政治家』(15章) における宇宙神話、『法律』第3巻における「大洪水後の人類」の議論などを通して、高度な知識・技術・集住・都市化・商業化・国制・立法・戦争などが成立・発生する以前の、素朴で調和的な人間社会のあり方について言及し、それを国家・法律についての議論の出発点としており、近代における自然状態観に大きな影響を与えている。
近代における自然状態の発想は、17～18世紀の西ヨーロッパにおいて、社会契約説を成り立たせるための理論的仮想として、そうした古代ギリシャの発想を、政治哲学者達が再興したものである。代表的な論者にトマス・ホッブズ、ジョン・ロック、ジャン＝ジャック・ルソー等がある。社会契約説は今ある政治体が人民を支配する根拠付けとして、人民自らが契約して政治体を作ったからとするもので、必ずしも政治体の発生史を正確に跡付けている保証はないが、政治体の存在を当たり前のこととせず、人民が省察して良いのだと転換したことに大きな意義がある。この社会契約説が当代または後代、ヨーロッパの市民革命の理論的基礎となったのである。
自然状態をどう見るかによって次節のように以後の議論が分かれるが、いずれも自然状態を、それだけで完全に自足的かつ持続可能な状態とは考え得ないことで共通している。であればこそ、わざわざ無限の自由を捨てて、人間は社会契約を結び、政治に縛られる社会状態へと入るという選択を余儀なくされるのである。
政治体の存在根拠を求めて自然状態論に行き着いた彼らは、思想史的に考えれば、当時猛威を振るっていた「王権神授説」に対抗するために、極めて慎重な議論の歩みを進めたと評価できる。王権神授説が聖書を根拠にする以上、それを凌駕する緻密さが必要とされたのである。

## 自然状態と自然権と自然法
多くの自然状態論は自然権に関する議論を伴う。自然権とは自然状態において人間が持つ権利である。社会状態においてもそれは人権の基礎、ないしは根元的原因となる。
政治体がある種の論者の説く自然権を、そのまま人間生得の権利として国法上保障することは、むしろあまり無いかも知れない。しかし社会契約説を政治体設立の根拠とする以上は、社会契約がない状態・つまり自然状態において人が持つ権利－－多くの状況においては実力－－を無視することはできないだろう。
そして自然権は、自然法と関わる。しかし自然権と自然法の向き合い方は、論者によっては対立的であり、また非対立的でもある。

## 自然状態は単なるフィクションか
ホッブスは「自然状態」という概念をフィクションとして提示した。
革命や無政府状態という状況では、自然状態に似た状況が生じる。自然状態は、このような状況を理解する上でも、生産性のある概念であるとされる。

## 自然状態論の諸相
論者によって、自然状態の仮定内容およびその帰結するところは、大きく異なる。

### ホッブズ
「万人の万人に対する闘争」。ホッブズは、この有名な文句で自然状態において個人が基本的に平等で、それゆえに競合状態にあることを端的に表した。ホッブズによれば、個人の能力はほかの個人を完全に従属させるほどには不平等なものではない。また人間にはほかの動物と異なり、理性という予見能力があるので、動物が現に生存を脅かされたときのみ生存の危機を感じるのに対し、人間は未来の生存の危機から現在の生存を守ろうとする。現在のみの生存が現に生きていることによって保証されるのに対して、未来の生存はいまだ明らかにされていないのだから、保証されることがない。ゆえに人間においては生存の優位はつねに相対的である。そのため未来の生存を確保するための欲望は際限がない。またこのような未来の生存を確保するために暴力などの積極的な手段に訴えることは自然権として善悪以前に肯定されるものとされた。
前述したように、個人の能力は他人を完全に従属させるほど強力ではないから、このような競合状態は基本的に永遠に続く。
ところで、個人にとって最大の不幸は死、とりわけ自分の意志に反して他人の暴力によってもたらされる死である。他人の暴力は他人の自然権に由来する者であるから、自然権は矛盾を孕んでいることになる。このことから予見能力としての理性は「各人の自然権を制限せよ」という自然法を導く。
さて自然権は理性の予見能力に基づいていることから、自然権を制限するということは理性、すなわち判断力を委ねることである。社会契約とは、ある一者に自然権の判断を委ねることである。社会契約により個人は暴力も、ましてや生存権も放棄するものではないが、社会契約の結果としての国家理性、リヴァイアサンに自然権の判断を委ねるのである。ホッブズにおいては自然状態は不完全で、自己完結していない状態と考えられている。
ホッブズにおいて注意すべきことは、社会契約を結んでリヴァイアサンが形成されたとしても、個人間の闘争が決着するのみで、リヴァイアサン同士の闘争は永遠に続くということはカール・シュミットの指摘するところである。

### ロック
ロックは出発点においてホッブズと異なり、自然状態を各人の自然権が鋭く角逐する場とは見ていない。自然法は自然状態からの脱出を命ずる理性ではなく、自然状態において行われるべき正しい法である。自然権は、自然状態における自然法が保障する各人の正しい取り分である。（他人に、十分な良い物(goods)を残す限り、各人は好きなように収穫して良い、とする）
しかしこの平和な自然状態は、常に揺れ動いていると言い、結論的にホッブズとあまり変わりのないことになる。すなわち、自然権（取り分）を保障する力・自然法は弱く、すぐに破られる。よって自然法を守らせる政治力が必要となる。
そこでホッブズ同様に政治体を構築することになるが、ロックの強みは、その政治体の構成・運営についてホッブズのような悲観に走ることなく、辛抱強く細かい機関を案出し、暴政に走らない工夫をしたことである。また、根本的に自然状態に対する楽観視があるため、せっかくの政治体が暴政を行って社会契約による信託を裏切る場合には、自然状態に一時的に復する危険を冒してでも、政府を覆す権利が当然留保されていると説く（革命権）。
これらは、ホッブズが単に非王権神授説的であるだけで結果として非自由主義的な政治体を構成してしまったことへの反対論と捉えられる。が、ここももはや別項に譲るべきだろう。

### ルソー
ルソーは、自然状態は、あくまでも著作の論理を構成する仮定であるとしている点でホッブズやロックとは異なる。あらゆる道徳的関係（社会性）のない状態を仮定し、理性を持たず他者を認識することのない自然人たちが、自由に存在している状態を論じた。そして、理性によって人々が道徳的諸関係を結び、理性的で文明的な諸集団に所属することによって、その抑圧による不自由と不平等の広がる社会状態となる。（『人間不平等起源論』）
不平等な社会状態であるが、しかし自由を取り戻すために自然状態に戻ることはできない。そこで社会契約により一般意志を利用した政治社会を目指すことを志向する。党派政治は自由を抑圧し不平等を形成する（『人間不平等起源論』及び『社会契約論』を参照）と考えていたルソーは、全ての人間に共有される一般意志（個人の意志とされる特殊意志の総和である全体意志ではなく、そのそれぞれの特殊意志から相殺しあう過不足を除去することで抽象される概念）を規定し、政治家による党派政治を許さず、一般意志に絶対服従する政治を説いた（直接民主制）。また、一般意志は、人々が失われた自然状態を第二の自然として回復すべく社会状態へ入る際も、鍵の役割を果たす。憲法制定権力である。（『社会契約論』）

## 国際政治における自然状態論
国際政治学においてはホッブスとロックの自然状態の理論を受け入れて国際政治の構造について顕からにしようとした。
ホッブスが唱えた政治のない社会では万人の万人に対する闘争になるという自然状態を戦争状態と同一に解釈され、その相互不信と恐怖から脱却するために政府が組織されたとする。いわゆる「リアリスト」と呼ばれる人々はホッブスの政府論を肯定し、戦争状態を回避するために政府間による国際政治が発生したと考え、これを「ホッブス・モデル」と称した。これに対して反対派はロックが唱えるように自然法が機能して従属や服従のない平等な状態のもとで人々が理性的に行動する限りは戦争状態にはならないという立場を支持してホッブス・モデルについては否定的な立場を取っている。